# Llorenç de Santamaria
Llorenç Rosselló Horrach, conegut amb el nom artístic de Lorenzo Santamaría (Santa Maria del Camí, 1946), és un cantant que va ser popular durant la dècada dels seixanta i setanta del segle xx. De petit va fer feina al camp i distribuïa sifons i begudes amb el camió del seu oncle Bartomeu Horrach i Canals "de Can Mort". Es mou de fa molts anys en el camp de la Cançó comercial en llengua castellana i és conegut com a Lorenzo Santamaría. Ja l'any 1975 inclou el tema Coses des camp, de Toni Morlà, a l'àlbum Para que no me olvides. El 1987, amb el seu nom catalanitzat, publica un LP en català (Entre cella i cella), que conté alguns temes propis de tendència costumista (El tio Nicolau, Mestre Pere Joan, Carolina i Servando, Bona nit…) i versions de cançons de Toni Morlà (Coses des camp, Utopia), Serrat (Mediterrani -adaptació de Mediterráneo-) i Georges Moustaki (L'estranger -adaptació de Le météque-).

## Discografia

### Discos d'estudi
- 1973 - Lorenzo Santamaría
- 1975 - Para que no me olvides
- 1977 - Tu sonrisa
- 1978 - Quise ser una estrella del Rock & Roll
- 1987 - Entre cella i cella
- 1995 - Corazón de Rock & Roll
- 1999 - Natural

### Recopilatoris
- 1977 - Sus grandes éxitos
- 1995 - Sus baladas más bellas
- 1998 - ¡Éxitos de dos en dos!
- 2001 - Singles collection
- 2003 - Todo lo mejor de...